# Entre el amor y el deseo (telenovela)
Entre el amor y el deseo es una telenovela mexicana producida por María del Carmen Marcos para TV Azteca en colaboración con Rede Globo en 2010, basada en la historia brasileña Louco Amor, original por Gilberto Braga y adaptada por Patricia Palmer.
Protagonizada por Lorena Rojas y Víctor González, con la participación antagónica de Margarita Gralia y Alexandra Graña, además de las actuaciones estelares del primer actor Fernando Luján, Mauricio Aspe, Gina Moret, Jorge Luis Vázquez, Cinthia Vázquez y la actuación especial de Pedro Sicard.

## Sinopsis
Luis Carlos es un joven noble y entusiasta que trabaja junto a su madre para la familia Dumont. Don Edgar Dumont, un hombre buen corazón le paga sus estudios al ver el gran potencial que tiene el joven para escribir. Paralelamente Claudia, una joven hermosa e hija de una costurera acude junto a su madre a entregar un mantel a la casa de la familia Dumont, en donde conoce a Luis Carlos y se enamora inmediatamente de él. Sin embargo este encuentro coincide con la llegada de Andrés, el hermano de Don Edgar, Renata la esposa de Andrés, Felipe el hijo mayor y Patricia la promiscua y caprichosa hija de Andrés. Patricia se dispone a seducir a Luis Carlos y termina consiguiéndolo, pero pronto Renata descubre sus amoríos. Ese mismo día se celebra una fiesta en la casa Dumont en donde accidentalmente Renata es atacada por los perros que cuidan la casa siendo mordida en el cuello. 
Después de esto Renata culpa a Luis Carlos de haber provocado lo ocurrido y de la cicatriz que le quedará de por vida. A raíz de esto Luis Carlos se convierte en víctima de la maldad de Renata y lo encierra en una cárcel en donde es torturado por órdenes de esta mujer. Claudia se convierte en su único consuelo. Además es separa del hijo que Patricia espera de él. Pasan los años y Luis Carlos buscará vengarse y recuperar a su hijo con ayuda de su gran amor, Claudia.

## Elenco
- Lorena Rojas - Claudia Fontana Martínez
- Víctor González - Luis Carlos Márquez "Draco" / Luis Carlos Valdivieso García
- Margarita Gralia - Renata García Vda. de Dumont / Agetilde García / Marietta Cussi
- Fernando Luján - Don Edgar Dumont
- Alexandra Graña - Patricia Dumont
- Mauricio Aspe - Marcio García / Marcio Márquez
- Pedro Sicard - Rafael Valdivieso Eliade
- Gina Moret - Isolda Márquez
- Jorge Luis Vázquez - Felipe Dumont García
- Marta Aura - Elvira Martínez de Fontana
- Álvaro Guerrero - Fernando Lins
- Cinthia Vázquez - Sofía Fontana Martínez
- Héctor Bonilla - Alfredo Fontana
- Fernando Rubio - Jerónimo García
- Verónica Merchant - Muriel Toledo
- Francisco de la O - Guillermo De la Garza
- Amaranta Ruiz - Gisela Terrazas
- Cecilia Ponce - Sara Rincón Del Real
- Cecilia Piñeiro - Lucía De la Garza
- Eugenio Montessoro - Andrés Dumont
- Carmen del Valle - Beatriz De la Garza
- Verónica Terán - Raquel Fontana
- Mauricio Bonet - Adriano Toledo
- Estela Calderón - Dominica Terrazas
- Sergio Klainer - Sergio Valdivieso
- Ernesto Díaz - Edy
- Ángeles Marín - Ana María Martínez
- Adrián Herrera - Gabriel "Gabrielito" Dumont García / Gabriel "Gabrielito" Márquez Dumont / Gabriel "Gabrielito" Valdivieso Dumont / Luis Carlos Márquez (Niño)
- José Astorga - Maurice
- Homero Wimmer - Fermín
- Abel Fernando - Acuña
- Fernando Sarfati - Pedro Welingtona
- Dino García - Walter
- Emilio Ramos - Ramón "Ramoncito" Lins De la Garza
- Aníbal Navarro - Bernardo Dumónt
- Jorge Reyes - Gonzalo
- Luis Morales - Anselmo
- Paulette Hernández - Mónica
- Beatriz Cecilia - Magda
- Yolanda Zúñiga - Toña

- Datos: Q280926